# Article 66 de la Constitution belge
Pour un article plus général, voir Constitution de la Belgique.
L'article 66 de la Constitution belge fait partie du titre III Des pouvoirs. Il traite des avantages dont bénéficient les députés fédéraux.
Il date du 7 février 1831 et était à l'origine — sous l'ancienne numérotation — l'article 52. Il a été révisé en 1893, en 1920 et le 25 mars 1996.

## Texte
« Chaque membre de la Chambre des représentants jouit d'une indemnité annuelle de douze mille francs. 
 À l'intérieur des frontières de l'État, les membres de la Chambre des représentants ont droit au libre parcours sur toutes les voies de communication exploitées ou concédées par les pouvoirs publics. 
 Une indemnité annuelle à imputer sur la dotation destinée à couvrir les dépenses de la Chambre des représentants peut être attribuée au Président de cette assemblée. 
 La Chambre détermine le montant des retenues qui peuvent être faites sur l'indemnité à titre de contribution aux caisses de retraite ou de pension qu'elle juge à propos d'instituer. »

## Adaptation du montant
L'alinéa premier concernant la rémunération des députés date de 1920. En Belgique, les traitements de l'État sont automatiquement indexés selon l'indice des prix à la consommation. En 2011, un député de la Chambre des représentants percevait ainsi une rémunération mensuelle nette (après impôts et cotisations sociales, mais sans tenir compte des primes de vacances et de fin d'année) de 5 729,20 euros.

## Histoire
En 1831, les députés, à l'exception de ceux vivant à Bruxelles, touchaient 200 florins par mois. C'est en 1893 que l'indemnité passe à 4 000 francs par an et que les chemins de fer étatique sont devenus libre d'utilisation à tous les représentants. En 1920, le montant passe à 12 000 francs annuels et en 1996, ce sont tous les moyens de transport de l'État qui sont ouverts aux députés.